# Adamki (województwo łódzkie)
Adamki – wieś w Polsce położona w województwie łódzkim, w powiecie sieradzkim, w gminie Błaszki.
W latach 1975–1998 miejscowość położona była w województwie sieradzkim.
Urodził się tu Kazimierz Żelisławski (ur. 15 marca 1893, zm. wiosną 1940 w Katyniu) – pułkownik kawalerii Wojska Polskiego, kawaler Orderu Virtuti Militari, ofiara zbrodni katyńskiej.